# Gmail
Gmail (abreviación de Google Mail) es un servicio de correo electrónico proporcionado por la empresa estadounidense Google desde el 1 de abril de 2004. Tras más de cinco años en fase «beta» (de pruebas), el 7 de julio de 2009 Gmail pasó a ser considerado un producto terminado. Las cuentas básicas de Gmail son gratuitas pero Google se remunera mostrando anuncios al usuario mientras que la versión para empresas, de pago, está libre de publicidad.
En noviembre de 2012, Gmail logró superar a Outlook.com de Microsoft, que era el servicio de correo electrónico más utilizado hasta esa fecha, en cuanto a número de usuarios registrados a nivel global. En junio de 2012, su número de usuarios se estimaba en unos 425 millones. En mayo de 2014, la aplicación Gmail superó las mil millones de descargas en dispositivos Android debido a que la aplicación viene pre-instalada por defecto en todos los dispositivos Android.
Los documentos sobre el programa de vigilancia mundial —en la cual participaban Gmail y otros servicios—, filtrados en 2013 y 2014 apuntan a que Google es uno de los colaboradores más grandes de las agencias de inteligencia para la captación masiva de datos (ver sección: violación de privacidad).

## Características técnicas
- Actualmente, se ofrece una capacidad de almacenamiento de 15 GB.[7] La capacidad de almacenamiento aumentó con motivo del lanzamiento de Google Drive,[8] aunque posteriormente, se unificó el espacio disponible para su uso con Drive, Google+ y Gmail.[9]
- Este servicio destacó entre otras cosas por utilizar un sistema de búsqueda de mensajes de texto simple y avanzado, como cambiar el idioma, poner aviso de vacaciones, similar al del buscador de webs de Google, al cual se debió su eslogan "Busca, no ordenes". Además, proporciona un mecanismo de etiquetado de mensajes, que amplía las posibilidades de las tradicionales carpetas.
- Inicialmente la interfaz de Gmail solo estaba disponible en inglés. Actualmente admite 72 idiomas, que incluyen la mayoría de las características de la versión de Estados Unidos en inglés.[10] Utiliza tecnología AJAX aunque también dispone de una interfaz basada en HTML+CSS útil para navegadores antiguos o no compatibles. En abril de 2018 se desplegó el nuevo diseño de la interfaz, basado en la API Material Design.
- Otro aspecto interesante es el filtro de mensajes, que dispone de muchas opciones, más allá de etiquetar los mensajes automáticamente.
- El tamaño máximo de cada mensaje (texto y archivos adjuntos) es de 25 MB.[11]
- El ingreso en la cuenta se realiza cifrado con SSL, salvo en caso de los navegadores antiguos, en los cuales la conexión es sin cifrado.
- La página de correo también se puede cifrar por SSL.[12]
- Gmail está disponible para dispositivos móviles, aunque Gmail mobile no presenta todas las características del servicio tradicional. Además de acceso por el navegador de un teléfono móvil, existe una aplicación Java para gran cantidad de teléfonos compatibles.
- Soporta los navegadores Internet Explorer, Mozilla Firefox, Safari, K-Meleon, Opera, Edge y Google Chrome, con soporte parcial para el navegador AOL y Konqueror.
- No puede leer archivos OpenDocument, aunque sí pueden verse en Google Docs.

### Filtros
Los filtros de Gmail permiten mejorar el flujo de mensajes entrantes. Mediante los filtros, se puede etiquetar, archivar, suprimir, destacar y reenviar el correo electrónico de forma automática, además de gestionar el spam.
Cabe la posibilidad de que todos los mensajes, por defecto, vayan a la papelera de reciclaje.

#### antispam
La función del filtrado antispam de Gmail tiene un controlador de sistema comunitario: cuando un usuario de Gmail marca un correo electrónico como spam, esta acción provee información para ayudar al sistema a identificar mensajes similares para todos los usuarios de Gmail en el futuro. Los usuarios pueden ajustar el sistema para permitir que un correo marcado como spam pueda ser manejado de una manera en particular.
Los mensajes etiquetados como spam se borrarán automáticamente pasados 30 días.

### Gmail para móviles

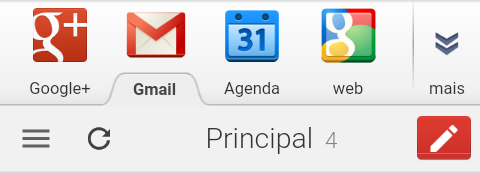
Versión para móvil

Gmail para móviles es una versión del servicio de correo de Gmail de Google. Es un servicio gratuito, desarrollado para proveer el acceso a Gmail desde dispositivos móviles, así como a celulares o teléfonos inteligentes. Gmail para móviles ofrece muchas de las características que Gmail ha entregado a las pequeñas pantallas de los móviles. Los usuarios tienen la capacidad de componer, leer, archivar, responder, reenviar, marcar sin leer, agregar una estrella, añadir etiquetas personalizadas o mensajes de correo electrónico basura.
El 22 de septiembre de 2009, Google sacó a la luz Push, para dar apoyo a su servicio de correo de Gmail a través de Google Sync para iPhone e iPod Touch.
Para utilizar el servicio de usuario, se necesita una cuenta de Gmail y un dispositivo móvil que cumpla los siguientes requisitos:
- acceso a Internet y un navegador web para móvil,
- ser compatible con XHTML,
- cookies red móvil habilitadas, para permitir que las cookies se establezcan y
- permitir el tráfico SSL (Secure Sockets Layer).[18]

Gmail para móviles fue lanzado el 16 de diciembre de 2005, y está disponible en más de 40 idiomas.

### Gmail en iPod
Esta aplicación salió a la luz el 3 de abril de 2010, cuando Google anunció un nuevo diseño de dos paneles diseñados específicamente para el iPad. Se entregó de forma automática a los usuarios del Gmail, quienes fueron identificados como usuarios mediante el dispositivo del navegador de Safari: dichos usuarios pueden escoger entre recuperar el diseño tradicional de Gmail o utilizar el inicial IMAP (Internet message access protocol). Estas características están ocultas para los demás navegadores.

### Chat, voz y videoconferencia
En agosto de 2010, Google implementó y lanzó un servicio telefónico integrado en la interfaz del Chat de Gmail de Google. El servicio inicialmente no tenía un nombre oficial, pero se referían a este servicio como «llamadas telefónicas de Google en el Chat de Gmail» y también «llamadas telefónicas de Gmail», pero ahora lo llaman Vídeo y Chat de Voz de Google. Este servicio permite a los usuarios de Gmail realizar llamadas gratuitas desde su cuenta de Gmail para EE. UU., Canadá y otros países por lo menos hasta finales de 2011. Los usuarios de una cuenta de Gmail pueden también llamar a otros países sobre la base de horarios. El servicio registró más de 1 millón de llamadas en 24 horas el 26 de agosto de 2010.
La interfaz de Gmail incorpora Hangouts, que permite crear chats con varios usuarios. Además, se pueden crear videoconferencias de hasta 15 personas.

### Archivos adjuntos
En Gmail, se pueden enviar y recibir mensajes de hasta 25 megabytes (MB).

## Historia
Gmail fue un proyecto iniciado por desarrolladores de Google por Paul Buchheit varios años antes de que se anunciara al público. Inicialmente, Gmail estaba disponible para uso exclusivo de los empleados de Google internamente. Google anunció Gmail para el público el 1 de abril de 2004 cuando se hizo el lanzamiento (versión beta), pero inicialmente solo se podía conseguir una cuenta a través de una invitación de un usuario registrado. En principio, la cuota inicial de cada usuario era de dos invitaciones, que con el tiempo fue aumentando. Este sistema generó gran expectación entre gran parte de los usuarios potenciales.
El 7 de febrero de 2007, se liberaron parcialmente los registros en Gmail, por lo cual cualquier persona podía registrarse. El 13 de febrero de ese mismo año, se liberaron completa y mundialmente los registros. Desde entonces, es posible registrarse sin invitaciones.
La apuesta inicial del servicio fue ofrecer más espacio que los servicios de correo electrónico existentes y brindar una interfaz sencilla, amigable e integrada con el motor de búsqueda de Google. En su lanzamiento, Gmail ofrecía una capacidad de almacenamiento de 1GB por usuario, una cantidad significativamente superior a la ofrecida por el resto de proveedores de la época. Google duplicó la capacidad en su aniversario y continuó incrementándola gradualmente hasta llegar a la capacidad actual. El soporte de IMAP se añadió el 24 de octubre de 2007.
Antes de la adquisición del dominio por Google, el nombre del dominio gmail.com fue utilizado por un servicio de correo electrónico ofrecido por Garfield.com, el hogar en línea de la tira cómica de Garfield, y después de moverse a un dominio diferente, este servicio fue descontinuado.

Icono de Gmail hasta 2020.

El 22 de junio de 2005, la dirección URL de Gmail fue cambiada de http://gmail.Google.com/gmail/ a http://mail.Google.com/mail/.[cita requerida]

## Controversia sobre la privacidad
Desde su lanzamiento, el servicio fue criticado por diversos organismos dedicados a la protección de la privacidad a nivel internacional. Dichas quejas fueron recogidas por algunos legisladores, particularmente en el estado de California (EE. UU.) y han obligado a la empresa a cambiar, en al menos dos ocasiones, sus políticas al respecto.
Inicialmente las quejas se enfocaban al sistema de publicidad utilizado por la compañía, el cual leía el contenido de los mensajes recibidos y enviados por el usuario para luego mostrar anuncios relacionados con el tema. La respuesta de Google fue que el sistema de publicidad usado era controlado por bots, sin que ningún empleado humano de Google leyera los mensajes. No obstante, en 2017 la empresa abandonó esta práctica, de modo que los anuncios ahora se basan en el seguimiento realizado al usuario por Google en otros sitios web pero no dentro de Gmail. Otra crítica era la ambigüedad en el manejo de los mensajes borrados por los usuarios (el servicio complica innecesariamente la eliminación del correo y desaconseja la práctica).
Google ha reconocido públicamente que permite a los servicios de inteligencia de Estados Unidos acceder a los datos y los mensajes de cualquier usuario, incluidos los no estadounidenses. Esta declaración tuvo lugar después de que, entre 2013 y 2014, fueran saliendo a la luz documentos filtrados por Edward Snowden que apuntaban a que las agencias de inteligencia estadounidenses (NSA) y británicas (GCHQ) se dedican a intentar «romper» los cifrados incorporados en los software comerciales y crear grietas en el tráfico de datos de empresas como Google, Yahoo! o Apple; entre los objetivos estaría Gmail.

## El requisito de número de teléfono móvil para Gmail
Al intentar crear una cuenta de Gmail para algunos países, Google requiere un número de teléfono móvil que soporte mensajes de texto. En otros países, no es necesario: esto varía según las limitaciones del servicio de Google.
Para esto, Google explica lo siguiente: «Si desea registrarse para obtener una dirección Gmail, es necesario tener un teléfono móvil que disponga de las capacidades de mensajería de texto. Si usted no tiene un teléfono, usted puede pedirle a un amigo si puede usar su número para recibir un código».
Una de las razones por las que Google ofrece esta forma de registrarse en Gmail es para proteger a los usuarios frente al spam.

## Bloqueo y desbloqueo de la cuenta
Google puede bloquear una cuenta por varios motivos, entre ellos, «actividad inusual» o por rellenar los datos con una fecha de nacimiento demasiado reciente.
El desbloqueo es posible enviando por fax o web una copia de un documento de identidad válido o haciendo un pago de 30 centavos de dólar estadounidense con una tarjeta de crédito. El envío de la copia de un documento necesita de la interacción de seres humanos y el desbloqueo puede demorar hasta un par de semanas para ser efectivo, por lo que el único método para desbloquear una cuenta en pocos minutos es el pago de los 30 centavos por tarjeta de crédito.

## Contactos
Cuando un mensaje es enviado, la dirección de los campos Para, CC o CCO se almacena automáticamente en una lista para que el usuario lo consulte y añada información como asociar una imagen o agruparlos. Los contactos se importan de varias maneras diferentes, desde Microsoft Outlook, Eudora, Hotmail, Yahoo! Correo, Orkut o de cualquier otra lista de contactos capaz de ser exportada como un archivo CSV. Gmail también permite a los usuarios exportar sus contactos a CSV.

## Utilidades para Gmail
- Gmail Notifier - disponible como programa para Windows 2000 o posterior. También disponible como extensión de Mozilla Firefox, de manera que funciona en cualquier plataforma en donde Firefox se ejecute.
- GmailStatus (Mac OS X)
- Google Chat
- Google Page Creator
- GMail Drive shell extension (no oficial)
- GmailFS (no oficial)
- Gmailbot (Telegram)